# گللرمحمدحسن
گللرمحمدحسن روستایی است که در استان اردبیل، شهرستان مشگین‌شهر، بخش مرکزی، دهستان مشگین غربی قرار دارد. این روستا در فاصله 13 کیلومتری مشگین شهر واقع شده است.

## جمعیت
بر اساس سرشماری سال ۱۳۸۵ جمعیت این روستا ۳۲۰ نفر با ۷۰ خانوار بوده‌است.  این روستا بر اساس سرشماری سال 90 تعداد 318 نفر را در قالب 88خانوار در خود جای داده است.